# Ferreira do Zêzere (freguesia)
A Freguesia de Ferreira do Zêzere, com sede na vila que lhe dá o nome, é uma freguesia portuguesa do Município de Ferreira do Zêzere com 37,93 km² de área e 2314 habitantes (censo de 2021), tendo, por isso, uma densidade populacional de 61 hab./km².

## Demografia
A população registada nos censos foi:
| Distribuição da População por Grupos Etários | Distribuição da População por Grupos Etários | Distribuição da População por Grupos Etários | Distribuição da População por Grupos Etários | Distribuição da População por Grupos Etários |
| -------------------------------------------- | -------------------------------------------- | -------------------------------------------- | -------------------------------------------- | -------------------------------------------- |
| Ano                                          | 0-14 Anos                                    | 15-24 Anos                                   | 25-64 Anos                                   | > 65 Anos                                    |
| 2001                                         | 359                                          | 327                                          | 1068                                         | 402                                          |
| 2011                                         | 375                                          | 251                                          | 1260                                         | 467                                          |
| 2021                                         | 319                                          | 219                                          | 1201                                         | 575                                          |

## História
Em 1191 D. Sancho I doou a sua herdade de Orjães a Pedro Ferreira, besteiro do rei e homem de modesta condição, que se teria distinguido por actos de bravura e heroísmo na defesa de Montemor-o-Novo. Porém, por volta de 1206, parte desta herdade seria adquirida por Pedro Alvo, pretor de Tomar, que aí vem a fundar a povoação de Águas Belas.
Em 1222, tendo alargado consideravelmente o seu território rústico por meio de compras e usurpações, Pedro Ferreiro lançaria as bases de um pequeno concelho rural, dando carta de foral aos povoadores da sua herdade de Vila Ferreira. Posteriormente, esta Vila foi unida, no ano de 1285, a um reguengo do termo de Abrantes, constituindo-se um concelho com termo em Villarey, a que ficou subordinado o de Ferreira.
O conjunto, por volta de 1306, seria doado aos Templários e, posteriormente, em 1321, após a fundação da Ordem de Nosso Senhor Jesus Cristo, vem a constituir uma das novas comendas instituídas no termo de Tomar.
A 12 de março de 1513, o rei D. Manuel I atribui Foral Novo à Vila de Ferreira, que assim se vê desmembrada de Vila de Rei, passando a deter, a partir de então, forca e pelourinho próprios. Por esta altura, era comendador de Ferreira o Frei Gonçalo da Silva, ao qual se seguiria, em 1551, Manuel de Abreu de Sousa e depois o comendador João Mendes de Carvalho, o qual viria a falecer a 17 de Setembro de 1615. A partir de 1715, a comenda de Ferreira passa a pertencer ao Conde de Sarzedas e, muito mais tarde, já em 1820, é eleito como último comendador da Vila o Conde de Almada.
Na sequência das reformas administrativas de Passos Manuel, a partir de 6 de novembro de 1836 o concelho de Ferreira do Zêzere passa a englobar os termos das antigas freguesias de Águas Belas, Areias, Beco, Chãos, Dornes, Paio Mendes e Pias.
A "vila e a freguesia desde tempos mais remotos", de acordo com o "Diccionario Chorographico de Portugal Continental e Insular", de Américo Costa, edição de 1938, Vol VI, pág 707, a freguesia de S. Miguel de Ferreira do Zêzere é composta dos seguintes lugares:
Aderneira, Bairrada, Bairradinha, Cabeça do Carvalho, Cabeça Dura, Cabeçadeira, Cardal, Carril do Chão da Serra, Carvalhal, Casais, Casal d'Além, Casal da Cruz, Casal da Rainha, Castanheira, Castelo, Cerejeira, Chão da Serra, Cubo, Fonte de Ferreira, Fonte da Prata, Fonte do Sanguinho, Levegada, Linhares, Maxial, Maxieira, Moinho do Vento, Pardielas, Pombeira d'Além, Pombeira de Cá, Portinha, Porto Tomar, Quinta do Loureiro, Ribeira, Salgueiral, Sanguinheira, S. Pedro, Vale da Figueira, Vale dos Sachos, e Vimeiro.
E integravam ainda a freguesia a Quinta do Adro e a Quinta Nova.
No sábado 6 de agosto de 1306, D. Dinis deu aos templários o senhorio e padroado da igreja da vila de Ferreira ("villa ferreyra"). E dez dias depois Andreu Peres, porteiro de El-rei, fazia entrega da vila de Ferreira, "em riba de Ozezar" (do lado de cima do Zêzere), ao alcaide de Tomar.
Ficou portanto a vila de Ferreira, até aí pertencente à Coroa, pertencendo à Ordem do Templo, e assim temos quase todo o actual concelho de Ferreira do Zêzere pertencendo à Ordem de Cristo [à excepção do morgadio de Águas Belas].
Apesar da designação de vila, Ferreira continuava subordinada a Vila de Rei e tanto assim que os juízes, eleitos pelos moradores do "lugar" de Ferreira, iam prestar juramento à câmara de Vila de Rei, e das suas decisões havia recurso, em primeira instância, para os juízes de Vila de Rei e destes para o ouvidor do mestrado.Era esta a organização judiciária da área de Ferreira no princípio do século XVI.
Em 1517, porém, os juízes de Ferreira não estiveram pelos ajustes e recusaram-se a ir prestar o seu juramento a Vila de Rei, o que provocou acesa demanda entre os moradores das duas localidades. Chegou essa demanda ao ouvidor do mestrado, mas quem lhe pôs termo foi el-rei D Manuel I, antes de julgada, determinando que a partir de então Ferreira tivesse forca e pelourinho, desobrigando por isso os seus juízes de irem prestar juramento a Vila de Rei.
Na Terça-feira 5 de Julho de 1362 [1400 da era de César], o mestre da Ordem de Cristo D. Nuno Rodrigues (ou Andrade - noutros docs), lançou a primeira pedra para uns paços que mandou edificar em Ferreira "…quando reinava en Portugal o muy nobre Rey dom pedro o primeiro" - inscrição que constava nos mesmos paços do concelho aquando da elevação de Ferreira a vila por D. Manuel em 1517.

## Património
- Capela de São Pedro de Castro
- Casa Quinta do Adro - Sec XVIII
- Ermida de São João Batista – Lugar da Pombeira
- Ermida de Nossa Senhora da Conceição – Lugar de Carvalhais
- Ermida de Nossa Senhora da Purificação – Lugar do Cardal
- Ermida de Santo António - Lugar da Pombeira

O património edificado da freguesia é composto por alguns exemplares de mérito. Na igreja matriz pode-se admirar uma tela setecentista, a talha dourada, as cadeiras do século XVIII e as esculturas de pedra, quinhentistas.
A Capela de São Pedro de Castro, imóvel de interesse público, é uma construção de grande antiguidade com duas lápides romanas.
A Casa da Quinta do Adro é uma bela edificação do século XVIII.

## Política

### Eleições autárquicas

#### Assembleia de Freguesia
| Data | %     | D     | %       | D       | %            | D            | %       | D       | %              | D       | %              | D   | %              | D       | %              | D  | %       | D       | Participação |                |
| Data | PS    | PS    | PPD/PSD | PPD/PSD | FEPU/APU/CDU | FEPU/APU/CDU | AD      | AD      | CDS-PP         | CDS-PP  | MPT            | MPT | CDS-MPT        | CDS-MPT | BE             | BE | PSD-CDS | PSD-CDS | Participação |                |
| ---- | ----- | ----- | ------- | ------- | ------------ | ------------ | ------- | ------- | -------------- | ------- | -------------- | --- | -------------- | ------- | -------------- | -- | ------- | ------- | ------------ | -------------- |
| Data | 1976  | 44,56 | 5       | 38,73   | 4            | 7,34         | —       |         |                |         |                |     |                |         |                |    |         |         |              | 56,07 / 100,00 |
| 1979 | 28,30 | 4     | AD      | AD      | 7,39         | 1            | 61,71   | 8       | AD             | AD      | 64,41 / 100,00 |     |                |         |                |    |         |         |              |                |
| 1982 | 34,01 | 5     | AD      | AD      | 7,49         | 1            | 53,14   | 7       | AD             | AD      | 64,11 / 100,00 |     |                |         |                |    |         |         |              |                |
| 1985 | 15,96 | 1     | 65,92   | 8       | 7,44         | —            |         |         | 6,86           | —       | 64,09 / 100,00 |     |                |         |                |    |         |         |              |                |
| 1989 | 28,01 | 3     | 38,28   | 4       | 12,14        | 1            | 16,81   | 1       | 65,15 / 100,00 |         |                |     |                |         |                |    |         |         |              |                |
| 1993 | 8,68  | —     | 20,81   | 2       |              |              | 22,16   | 2       | 44,82          | 5       | 70,07 / 100,00 |     |                |         |                |    |         |         |              |                |
| 1997 | 6,60  | —     | 24,09   | 2       | 1,90         | —            |         |         | 63,28          | 7       | 68,98 / 100,00 |     |                |         |                |    |         |         |              |                |
| 2001 | 50,78 | 5     | 33,86   | 3       | 2,35         | —            | 8,54    | 1       |                |         | 77,01 / 100,00 |     |                |         |                |    |         |         |              |                |
| 2005 | 59,64 | 6     | 33,15   | 3       | 2,63         | —            |         |         | 73,27 / 100,00 |         |                |     |                |         |                |    |         |         |              |                |
| 2009 | 35,20 | 3     | 45,37   | 5       | 1,14         | —            | CDS-MPT | CDS-MPT | CDS-MPT        | CDS-MPT | 11,38          | 1   | 2,35           | —       | 67,83 / 100,00 |    |         |         |              |                |
| 2013 | 28,10 | 3     | 63,52   | 6       | 2,32         | —            |         |         |                |         |                |     |                |         | 68,17 / 100,00 |    |         |         |              |                |
| 2017 | 21,25 | 2     | 70,23   | 7       | 1,34         | —            | 2,60    | —       | 68,61 / 100,00 |         |                |     |                |         |                |    |         |         |              |                |
| 2021 | 52,59 | 5     | PSD-CDS | PSD-CDS | 1,61         | —            | PSD-CDS | PSD-CDS |                |         | 41,88          | 4   | 71,94 / 100,00 |         |                |    |         |         |              |                |

## Associações na Freguesia
- Associação Cultural, Desportiva e Recreativa do Chão da Serra
- Associação Humanitária dos Bombeiros Voluntários de Ferreira do Zêzere
- Associação de Pais Escola E.B. 2,3/S Pedro Ferreira
- Associação dos Marinheiros do Concelho de Ferreira do Zêzere
- Centro de Recuperação Infantil de Ferreira do Zêzere
- Centro Recreativo e Cultural de Carvalhais
- Clube de Atletismo de Ferreira do Zêzere
- Comissão dos Amigos das Quatro Aldeias Unidas
- Escuteiros 988 de Ferreira do Zêzere
- Motoclube de Ferreira do Zêzere
- Santa Casa da Misericórdia de Ferreira do Zêzere
- Sociedade Filarmónica Ferreirense
- Sport Club de Ferreira do Zêzere